# Командор повітряних сил
Командор повітряних сил (англ. Air commodore, Air Cdre.) — військове звання Королівських повітряних сил Великої Британії, а також держав які використовують британську систему військових звань (Австралія, Нова Зеландія, Пакистан та інші). З'явилося у 1919 році, при заснуванні ВПС. За класифікацією держав членів НАТО належить до рангу OF-6.
У Великій Британії, де ВПС окремий вид збройних сил, нарівні з сухопутними силами і військово-морськими силами, кожен з видів збройних сил має свої особливі військові звання. Командор повітряних сил відповідає бригадиру в сухопутних силах і морській піхоті, та командор у ВМС.
Командор вище за рангом від груп-кептена, та нижче від віце-маршала повітряних сил.

## Історія

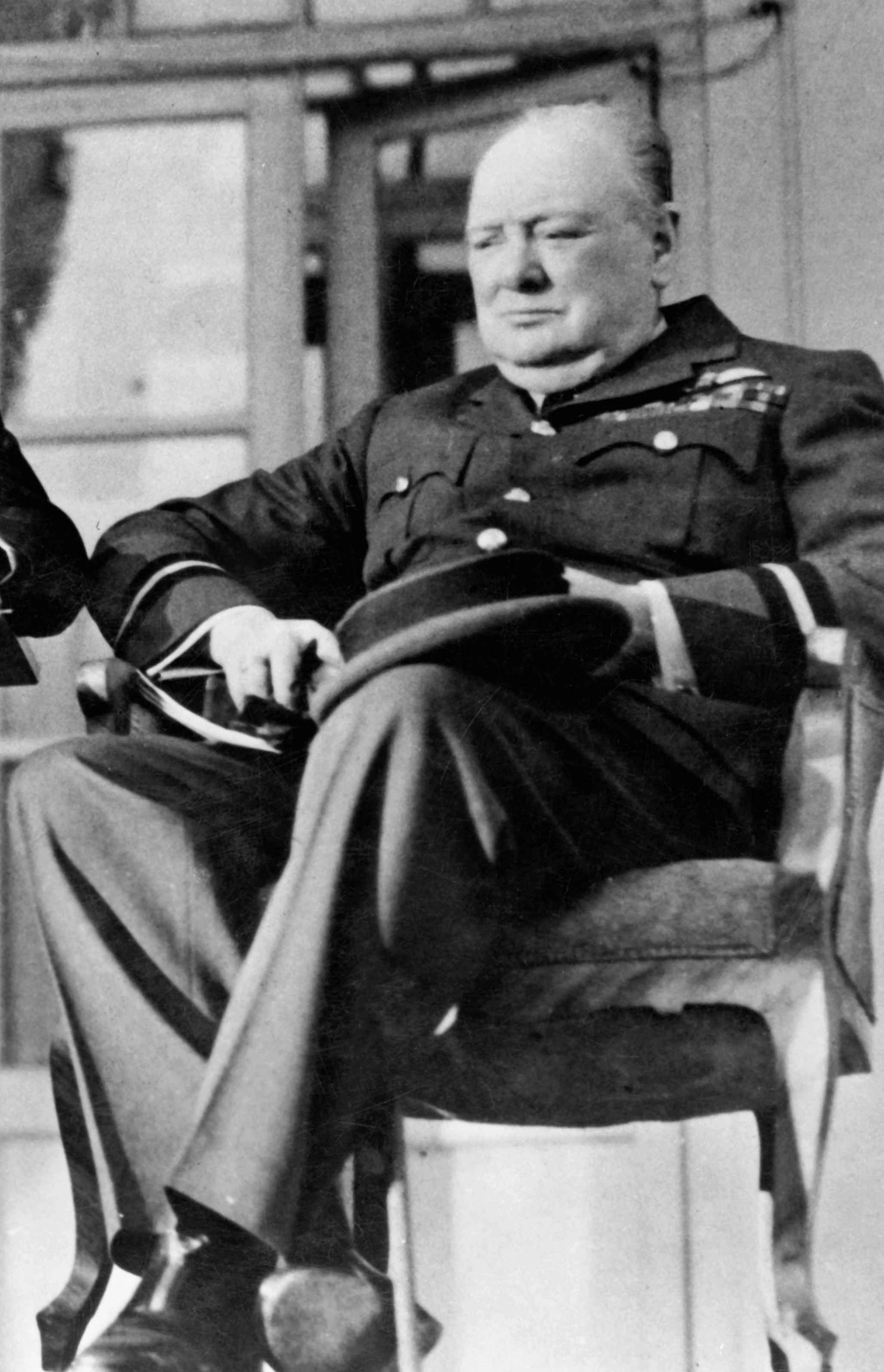
Вінстон Черчилль у однострої командора Королівських повітряних сил на Тегеранській конференції у 1943 році

Королівські повітряні сили (RAF) ведуть свою історію з початку офіційного формування 1 квітня 1918 року. Через рік після заснування нового виду збройних сил була затверджена нова система ієрархії власного зразка.
З 1 квітня 1918 по 31 липня 1919 у Королівських ВПС існувало звання бригадир. Знаками розрізнення бригадира ВПС була одна широка смуга на рукаві, як у командора флоту, але з орлом та короною над смужками. З 1919 року у Королівських повітряних силах вводяться власні військові звання, бригадир авіації стає командором повітряних сил.

## Знаки розрізнення
В Королівських ВПС існують свої знаки розрізнення, не пов'язані зі знаками розрізнення Сухопутних сил і побудовані на комбінації смужок різної ширини, які схожі на знаки розрізнення Військово-морського флоту.
Знаками розрізнення командора повітряних сил є одна широка смуга, розміщена на погоні чи рукаві.
Авіація Військово-морських сил використовує знаки розрізнення як і інші військовослужбовці ВМС (з додаванням емблеми авіації над стрічками).